# Zara Larke
Zara Larke (* 25. April 2005) ist eine australische Tennisspielerin.

## Karriere
Larke spielt vorrangig Turniere auf der ITF Junior Tour und der ITF Women’s World Tennis Tour, wo sie aber noch keinen Titel gewinnen konnte.
Im Dezember 2019 gewann Larke das U16-Turnier im Gosford Tennis Club.
2022 erreichte Larke bei den Australian Open im Juniorinneneinzel die zweite Runde, im Juniorinnendoppel schied sie mit Partnerin Roisin Gilheany bereits in der ersten Runde aus.
Im Januar 2023 erhielt sie eine Wildcard für die Qualifikation des Hobart International 2023, ihrem ersten Turnier der WTA Tour. Sie war zu dem Zeitpunkt Nr. 96 der ITF-Juniorinnen-Weltrangliste.